# Banjol
Banjol är en ort i Kroatien.   Den ligger i länet Gorski kotar, i den centrala delen av landet, 150 km sydväst om huvudstaden Zagreb. Banjol ligger 13 meter över havet och antalet invånare är 1 981. Den ligger på ön Otok Rab.
Terrängen runt Banjol är platt åt sydväst, men åt nordost är den kuperad.  Banjol är det största samhället i trakten. 